# Chenopodium watsonii
Chenopodium watsonii är en amarantväxtart som beskrevs av Aven Nelson. Chenopodium watsonii ingår i släktet ogräsmållor, och familjen amarantväxter. Inga underarter finns listade i Catalogue of Life.